# Anders Håkansson
Pour les articles homonymes, voir Håkansson.
Anders Håkansson (né le 27 avril 1956 à Munkfors en Suède) est un ancien joueur professionnel de hockey sur glace.

## Carrière

### Carrière en club
Håkansson commence sa carrière au sein de l'équipe de Malmbergets AIF en 1972 et en 1974 il signe son premier contrat professionnel en rejoignant l'équipe du championnat élite, l'AIK IF.
Lors de l'été 1976, il est choisi lors des deux repêchages d'Amérique du Nord. Il est ainsi le 134e choix du repêchage amateur de la Ligue nationale de hockey, choisi par les Blues de Saint-Louis mais également le 103e choix de l'Association mondiale de hockey, cette fois pour les Jets de Winnipeg. Il signe par pour autant de contrat professionnel et ne fait ses débuts dans la LNH qu'en 1981-1982 après avoir signé en tant qu'agent libre pour les North Stars du Minnesota. Lors de la saison 1980-81, il s'est alors fait remarquer en finissant avec son équipe à la seconde place du classement de la saison régulière puis en perdant en finale des séries. Il termine alors cinquième meilleur pointeur des séries et dans l'équipe type de la saison.
En octobre 1982, il est échangé avec Ron Meighan et le choix de première ronde des North Stars pour le repêchage de 1983 en retour de George Ferguson et du choix de première ronde des Penguins de Pittsburgh. Il ne joue que 60 matchs cette saison avec les Penguins avant de changer une nouvelle fois de franchise pour la saison 1983-1984. Il prend ainsi le chemin des Kings de Los Angeles en retour des droits sur le jeune Kevin Stevens.
Håkansson passe un peu plus de deux saisons avec les Kings jouant un peu à toutes les positions de l'attaque mais finalement il est mis de côté au cours de la saison 1985-1986 et préfère mettre fin à sa carrière plutôt que de joueurs dans les ligues mineures.

### Carrière internationale
Il joue pour l'équipe de Suède pour la première fois lors du championnat du monde junior de 1976. Ce tournoi n'est pas considéré comme officiel par la Fédération internationale de hockey sur glace mais réunit quand même plusieurs puissance du hockey junior.
Il joue par la suite quelques matchs avec l'équipe nationale mais doit attendre le championnat du monde 1981 pour jouer une nouvelle fois lors d'une grande compétition internationale. Il remporte alors une médaille d'argent derrière les soviétiques. Il joue par la suite pour l'équipe suédoise pour les deux éditions suivantes de la Coupe Canada remportant la seconde place lors de l'édition de 1984.

## Statistiques

### Statistiques en club
| Saison     | Équipe                   | Ligue      |     | Saison régulière | Saison régulière | Saison régulière | Saison régulière | Saison régulière |   | Séries éliminatoires | Séries éliminatoires | Séries éliminatoires | Séries éliminatoires | Séries éliminatoires |
| Saison     | Équipe                   | Ligue      | PJ  | B                | A                | Pts              | Pun              | PJ               | B | A                    | Pts                  | Pun                  |                      |                      |
| 1972-1975  | Malmbergets AIF          | Suède-2    |     |                  |                  |                  |                  |                  |   |                      |                      |                      |                      |                      |
| 1974-1975  | AIK Solna                | Elitserien | 2   | 0                | 0                | 0                | 0                |                  |   |                      |                      |                      |                      |                      |
| 1975-1976  | AIK Solna                | Elitserien | 18  | 4                | 4                | 8                | 6                |                  |   |                      |                      |                      |                      |                      |
| 1976-1977  | AIK Solna                | Elitserien | 2   | 0                | 0                | 0                | 0                |                  |   |                      |                      |                      |                      |                      |
| 1977-1978  | AIK Solna                | Elitserien | 27  | 8                | 4                | 12               | 10               |                  |   |                      |                      |                      |                      |                      |
| 1978-1979  | AIK Solna                | Elitserien | 36  | 12               | 8                | 20               | 37               |                  |   |                      |                      |                      |                      |                      |
| 1979-1980  | AIK Solna                | Elitserien | 36  | 14               | 10               | 24               | 32               |                  |   |                      |                      |                      |                      |                      |
| 1980-1981  | AIK Solna                | DN-Cup     | 3   | 0                | 0                | 0                | 2                |                  |   |                      |                      |                      |                      |                      |
| 1980-1981  | AIK Solna                | Elitserien | 22  | 5                | 12               | 17               | 18               | 6                | 4 | 1                    | 5                    | 6                    |                      |                      |
| 1981-1982  | North Stars du Minnesota | LNH        | 72  | 12               | 4                | 16               | 29               | 3                | 0 | 0                    | 0                    | 2                    |                      |                      |
| 1982-1983  | North Stars du Minnesota | LNH        | 5   | 0                | 0                | 0                | 9                |                  |   |                      |                      |                      |                      |                      |
| 1982-1983  | Penguins de Pittsburgh   | LNH        | 62  | 9                | 12               | 21               | 26               |                  |   |                      |                      |                      |                      |                      |
| 1983-1984  | Kings de Los Angeles     | LNH        | 80  | 15               | 17               | 32               | 41               |                  |   |                      |                      |                      |                      |                      |
| 1984-1985  | Kings de Los Angeles     | LNH        | 73  | 12               | 12               | 24               | 28               | 3                | 0 | 0                    | 0                    | 0                    |                      |                      |
| 1985-1986  | Kings de Los Angeles     | LNH        | 38  | 4                | 1                | 5                | 8                |                  |   |                      |                      |                      |                      |                      |
| Totaux LNH | Totaux LNH               | Totaux LNH | 330 | 52               | 46               | 98               | 141              | 6                | 0 | 0                    | 0                    | 2                    |                      |                      |

### Statistiques en équipe nationale
| Année     | Équipe | Compétition                 |    | PJ | B | A | Pts | Pun                         |  | Résultat |
| 1976      | Suède  | Championnat du monde junior | 4  | 3  | 1 | 4 | 8   |                             |  |          |
| 1979-1980 | Suède  | Matchs amicaux              | 5  | 0  | 2 | 2 | 7   |                             |  |          |
| 1980-1981 | Suède  | Matchs amicaux              | 10 | 6  | 1 | 7 | 12  |                             |  |          |
| 1981      | Suède  | Championnat du monde        | 7  | 4  | 0 | 4 | 8   | Médaille d'argent           |  |          |
| 1981      | Suède  | Coupe Canada                | 5  | 1  | 1 | 2 | 4   | Élimination au premier tour |  |          |
| 1984      | Suède  | Coupe Canada                | 8  | 1  | 1 | 2 | 2   | Seconde place               |  |          |